# Heather Graham
Heather Joan Graham (n. 29 ianuarie 1970, Milwaukee, Wisconsin, SUA) este o actriță americană. Considerată pe larg un sex simbol, ea apare adesea în liste de „Cele mai frumoase” și „Cele mai sexy femei” ale diferitor reviste.

## Biografie

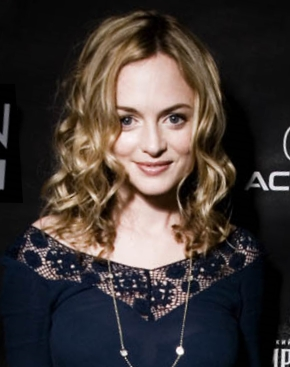
Graham în iunie 2007

### Viața timpurie
Heather Graham s-a născut pe 29 ianuarie 1970, în Milwaukee, Wisconsin, fiind cea mai mare din cei doi copii ai familiei. Familia sa este „în trei sferturi” de origine irlandeză, cu cei de pe linia tatălui său fiind din Comitatul Cork. Sora sa mai mică, Aimee Graham, de asemenea este actriță și scriitoare. Mama lor, Joan (născută Bransfield), este învățătoare și autoare de cărți pentru copii. Tatăl lor, James Graham, este fost agent FBI. Heather și sora sa au fost educate după valori tradiționale catolice. Familia sa și-a schimbat des locul de trai înainte de a se stabili în Agoura Hills, California, pe când Heather avea 9 ani.
După absolvirea liceului, Graham a intrat la University of California at Los Angeles (UCLA), unde a studiat limba engleză timp de doi ani. Ea s-a retras de la UCLA pentru a continua să profeseze ca actriță cu orar full-time, în pofida obiecțiilor părinților săi.

## Filmografie

### Film
| An   | Titlu                                      | Rol                      | Note           |
| ---- | ------------------------------------------ | ------------------------ | -------------- |
| 1984 | Mrs. Soffel                                | Factory Girl             | necreditată    |
| 1988 | License to Drive                           | Mercedes Lane            |                |
| 1988 | Twins                                      | Young Mary Ann Benedict  | necreditată    |
| 1989 | Drugstore Cowboy                           | Nadine                   |                |
| 1990 | I Love You to Death                        | Bridget                  |                |
| 1991 | Guilty as Charged                          | Kimberly                 |                |
| 1991 | Shout                                      | Sara Benedict            |                |
| 1992 | O Pioneers!                                | Young Alexandra Bergson  |                |
| 1992 | Twin Peaks: Fire Walk with Me              | Annie Blackburn          |                |
| 1992 | Diggstown                                  | Emily Forrester          |                |
| 1993 | The Ballad of Little Jo                    | Mary Addie               |                |
| 1993 | Even Cowgirls Get the Blues                | Cowgirl Heather          |                |
| 1993 | Six Degrees of Separation                  | Elizabeth                |                |
| 1994 | Mrs. Parker and the Vicious Circle         | Mary Kennedy Taylor      |                |
| 1994 | Don't Do It                                | Suzanna                  |                |
| 1995 | Desert Winds                               | Jackie                   |                |
| 1995 | Terrified                                  | Olive                    |                |
| 1996 | Swingers                                   | Lorraine                 |                |
| 1996 | Entertaining Angels: The Dorothy Day Story | Maggie Bowen             |                |
| 1997 | Nowhere                                    | Lilith                   |                |
| 1997 | Two Girls and a Guy                        | Carla Bennett            |                |
| 1997 | Boogie Nights                              | Brandi "Rollergirl"      |                |
| 1997 | Kiss & Tell                                | Susan Pretsel            |                |
| 1997 | Scream 2                                   | 'Stab' Casey             |                |
| 1998 | Lost in Space                              | Dr. Judy Robinson        |                |
| 1999 | Austin Powers: The Spy Who Shagged Me      | Felicity Shagwell        |                |
| 1999 | Bowfinger                                  | Daisy                    |                |
| 2000 | Committed                                  | Joline                   |                |
| 2001 | Say It Isn't So                            | Josephine Wingfield      |                |
| 2001 | Sidewalks of New York                      | Annie                    |                |
| 2001 | From Hell                                  | Mary Jane Kelly          |                |
| 2002 | Killing Me Softly                          | Alice Tallis             |                |
| 2002 | The Guru                                   | Sharonna                 |                |
| 2003 | Anger Management                           | Kendra                   |                |
| 2003 | Hope Springs                               | Mandy                    |                |
| 2004 | Blessed                                    | Samantha Howard          |                |
| 2005 | Mary                                       | Elizabeth Younger        |                |
| 2005 | Cake                                       | Pippa McGee              |                |
| 2006 | The Oh in Ohio                             | Justine                  |                |
| 2006 | Bobby                                      | Angela                   |                |
| 2006 | Gray Matters                               | Gray Baldwin             |                |
| 2006 | Broken                                     | Hope                     |                |
| 2007 | Adrift in Manhattan                        | Rose Phipps              |                |
| 2007 | Have Dreams, Will Travel                   | Aunt                     |                |
| 2008 | Alien Love Triangle                        | Elizabeth                | Scurtmetraj    |
| 2008 | Miss Conception                            | Georgina Salt            |                |
| 2008 | Baby on Board                              | Angela Marks             |                |
| 2009 | ExTerminators                              | Alex                     |                |
| 2009 | The Hangover                               | Jade                     |                |
| 2009 | Boogie Woogie                              | Beth Freemantle          |                |
| 2010 | Father of Invention                        | Phoebe                   |                |
| 2011 | The Flying Machine                         | Georgie                  |                |
| 2011 | Son of Morning                             | Josephine Tuttle         |                |
| 2011 | 5 Days of War                              | Miriam Eisner            |                |
| 2011 | Judy Moody and the Not Bummer Summer       | Aunt Opal                |                |
| 2012 | About Cherry                               | Margaret                 |                |
| 2012 | At Any Price                               | Meredith Crown           |                |
| 2013 | The Hangover Part III                      | Jade                     |                |
| 2013 | Compulsion                                 | Amy                      |                |
| 2013 | Horns                                      | The Waitress             |                |
| 2014 | Goodbye to All That                        | Stephanie                |                |
| 2014 | Behaving Badly                             | Annette Stratton-Osborne |                |
| 2015 | My Dead Boyfriend                          | Mary                     | Post-producție |
| 2016 | Norm of the North                          | Vera (voce)              | Post-producție |

### Televiziune
| An        | Titlu                   | Rol                           | Note                          |
| --------- | ----------------------- | ----------------------------- | ----------------------------- |
| 1987      | Growing Pains           | Cindy / Samantha              | 2 episoade                    |
| 1987      | Student Exchange        | Dorrie Ryder                  | Film TV                       |
| 1991      | Twin Peaks              | Annie Blackburn               | 6 episoade                    |
| 1995      | Fallen Angels           | Carol Whalen                  | Episodul "Tomorrow I Die"     |
| 1996      | The Outer Limits        | Alicia                        | Episodul "Resurrection"       |
| 1996      | Bullet Hearts           | Carlene Prue                  | Pilot                         |
| 1998      | Fantasy Island          | Jackie                        | Uncredited Episodul "Pilot"   |
| 2002      | Sex and the City        | Herself                       | Episodul "Critical Condition" |
| 2004      | Arrested Development    | Beth Baerly                   | Episodul "Shock and Aww"      |
| 2004–2005 | Scrubs                  | Dr. Molly Clock               | 9 episoade                    |
| 2006      | Emily's Reasons Why Not | Emily Sanders                 | 7 episoade                    |
| 2011      | Little in Common        | Ellie Weller                  | Pilot                         |
| 2011      | Portlandia              | Heather                       | Episodul "Baseball"           |
| 2014      | Flowers in the Attic    | Corrine Dollanganger/Foxworth | Film                          |
| 2014      | Petals on the Wind      | Corrine Winslow               | Film                          |
| 2014      | Californication         | Julia                         | 9 episoade                    |
| 2015      | If There Be Thorns      | Corrine Winslow               | Film                          |

### Jocuri video
| An   | Titlu                       | Rol de voce                     |
| ---- | --------------------------- | ------------------------------- |
| 2004 | EverQuest II                | Antonia Bayle - Queen of Qeynos |
| 2015 | Call of Duty: Black Ops III | Jessica                         |